# Abby Brammell
Abby Brammell (Kentucky, 19 maart 1979) is een Amerikaanse televisie- en  toneelactrice.
Brammell is geboren in Kentucky, maar opgegroeid in San Antonio, Texas, waar zij een opleiding volgde in  1997 aan de Winston Churchill High School. Later studeerde zij af aan de Carnegie Mellon University in Pittsburgh in 2001. Op 27 mei 2006 trouwde zij met de acteur Jake LaBotz, maar zij gingen weer uit elkaar in 2008.
Brammell had rollen in Six Feet Under, The Shield, Push, Nevada, Star Trek: Enterprise, Birds of Prey,  and CSI: Crime Scene Investigation. Tegenwoordig is zij het bekendst met haar rol in The Unit als Tiffy Gerhardt, een huisvrouw die een affaire had met de commandant van haar man.

## Filmografie
- The Unit  - als Tiffy Gerhardt (69 episodes, 2006-2009)
- Crossing Jordan – als  Marcie Holloman (1 episode, 2005)
- Six Feet Under  - als Kirsten (4 episodes, 2005)
- The Shield – als Sara Frazier (4 episodes, 2005)
- Enterprise – als  Persis (3 episodes, 2004)
- Revenge of the Middle-Aged Woman (2004) (TV) als  Mindy
- The Last Run (2004) als meisje bij de bar
- Sawtooth (2004) - als Bunny
- Birds of Prey - als Claire (1 episode, 2003)
- Push, Nevada -  als Darlene Prufrock (4 episodes, 2002)
- Fastlane  -  als Jade (1 episode, 2002)
- CSI: Crime Scene Investigation  -  als Jane Gallagher (1 episode, 2002)
- Glory Days (1 episode, 2002) TV  - als  Veronica Roberts

- International Standard Name Identifier: 0000 0000 4679 3895
- Library of Congress Control Number: no2007131423
- Virtual International Authority File: 51480496
- WorldCat: E39PBJh8V9JH6kjkVQkrbpKw4q